# Косолап Сисой Артемійович

Сисой Артемійович Косолап (поч. ХІХ ст.  — 1856)   — наказний отаман Азовського козацького війська, генерал-майор російської служби, учасник  Кавказької та  Кримської війн, козацький адміністратор і реформатор.
Походив з  чорноморських козаків, нащадок  козаків-запорожців.

## Військова служба
19 червня 1828 року вступає на службу до Чорноморського козацького війська і отримує чин урядника. У молодості певний час обіймав посаду сотенного писаря в військовій канцелярії 
 Чорноморського козацького війська. 
Брав участь у Кавказькій війні, де проявив себе вмілим і сміливим командиром, за що був неодноразово нагороджений: 
- 1831 рік - хрестом Святої Анни IV ступеня
- 1836 рік - хрестом Святої Анни III ступеня
- 1838 рік -  хрестом Святого Володимира IV ступеня
- 1842 рік -  хрестом Святого Станіслава II ступеня
- 1848 рік - хрестом Святої Анни II ступеня
- 1849 рік - Золотим  хрестом Святого Станіслава за хоробрість

1 жовтня 1852 року стає  наказним отаманом  Азовського козацького війська. Змінює на цій посаді  Якова Кухаренка, політику якого в цілому продовжує в адміністративно-господарському управлінні військом.
Під час  Кримської війни успішно командував обороною Азовського узбережжя, за що у 1853 році був нагороджений   орденом Святого Володимира III ступеня. 
У 1855 році в якості "отрядного начальника" командує всіма військами, зосередженими між містами Бердянськ і Маріуполь . В цей час під командою Косолапа перебуває 1321 козак у складі 2 (морського і пішого) батальйонів та 1 (кінної) сотні. 
4 липня 1855 року англо-французька флотилія підійшла до утримуваного азовськими козаками узбережжя. Після масованих обстрілів азовцям було запропоновано капітулювати, але вони відповіли на це рушничним і гарматним вогнем, і вщент розбили ворожий десант. Завдяки цьому узбережжя і стратегічно важливе місто Бердянськ лишилося під козацьким контролем і противник не зміг розвинути наступ на суходолі. 
Косолап, який особисто командував азовцями в цьому бою, 8 вересня 1855 року отримав звання генерал-майора, а Азовське козацьке військо було нагороджене прапором з написом "За хоробрість і зразкову службу у війні проти французів, англійців і турків у 1853, 1854, 1855, 1856 роках". 
У грудні 1855 року Косолапом було сформовано окремий загін у складі 2 морських команд, що ніс службу біля Кримського півострова і в  Мінгрелії (по річці Ріоні).

## Керівництво козацьким  військом
В цілому Косолап продовжив політику, розпочату його попередником  Яковом Кухаренком: 
- складання списків козаків, що ніколи не проходили службу (колишні державні селяни з сіл Стародубівка і Новоспасівка, а також міщани Петровського посаду);
- утворення військової каси із власним скарбником.

При військовому штабі було утворено навчальну, горнову і співочу команди, а також ухвалено порядок несення служби молодими козаками: 
- протягом 17-19 років життя - внутрішня служба в якості сторожів і денщиків;
- з 21 року життя - вступ на дійсну військову службу. [2]

Косолапом було розв'язане земельне питання для азовців: 
- земля надавалася у прижиттєву власність;
- порожні землі лишалися для молодих козаків, але могли здаватися в оренду;
- від оренди кожна азовська станиця отримувала кошти на формування свого станичного капіталу.

В залежності від козацького чину отримували такі земельні ділянки:
- по 400 десятин - козацькі штаб-офіцери (військові старшини і осавули);
- по 200 десятин - козацькі обер-офіцери (сотники і поручики);
- по 15 десятин - козацькі урядники і рядові козаки.

Такий порядок землекористування зберігався аж до приєднання Азовського козацького війська до Кубанського козацького війська у 1865 році.

## Арешт і смерть
Навесні 1856 року (після закінчення  Кримської війни і смерті імператора   Миколи І) Косолап був заарештований. Помер отаман у в'язничній камері незабаром після цього.
До сьогодні немає жодних відомостей про офіційне звинувачення, яке висувалося отаману. Але цілком очевидно, що цей арешт в подальшому суттєво вплинув на повстання азовських козаків, які не бажали примусового переселення на Кубань .

## Родина
16(28) грудня 1834 року в Катеринодарі у хорунжого Чорноморського козацького війська Сисоя Артемійовича народився син - Петро. В 1847 р. батько надіслав його в Павловський кадетський корпус у Санкт-Петербурзі. 16 червня 1856 р. Петро закінчив навчання і отримав чин хорунжого. Був надісланий до Чорноморського козацького війська, де розподілений до пластунської сотні, в складі якої потрапив до Криму. В подальшому служив в 1-му кінному полку і 1-му пішому батальйоні Чорноморського козацького війська, а в 1857-1860 рр. - в Адагумському загоні Чорноморського козацького війська .